# ルイス数
ルイス数（英: Lewis number）とは、熱と物質の移動速度の比を表す無次元の物性値である。熱と物質が同時に移動するような系の解析で重要なパラメータとなる。名称はウォーレン・ルイスに由来する。
ルイス数 Le は次式で定義される。
{\displaystyle Le={\frac {\alpha }{D}}}
ここで、α：熱拡散率、 D ：拡散係数である。またPr：プラントル数、Sc：シュミット数により次のように表される。
{\displaystyle {\mathit {Le}}={\frac {\mathit {Sc}}{\mathit {Pr}}}}
一般に、気体ではルイス数は 1 に近いことが多く、ルイスの関係が成り立つ。